# عبدالمجید عبید الظفیری
عبدالمجید عبید الظفیری (انگلیسی: Abdulmajeed Obaid؛ زادهٔ ۴ نوامبر ۱۹۹۵) یک ورزشکار اهل عربستان سعودی است.